# Otel u pogibsjego alpinista
Otel u pogibsjego alpinista (russisk: Отель "У погибшего альпиниста") er en sovjetisk spillefilm fra 1979 af Grigorij Kromanov.

## Medvirkende
- Uldis Pūcītis - Peter Glebsky
- Jüri Järvet - Alex Snewahr
- Lembit Peterson - Simon Simonet
- Mikk Mikiver - Hinckus
- Kārlis Sebris - Mr. Moses